# Corrado D'Errico
Corrado D'Errico (19 mai 1902 à Rome - 3 septembre 1941 à Rome) est un réalisateur et scénariste italien.

## Biographie
Après avoir été journaliste et critique de cinéma pour La Tribuna, il débute dans le monde du cinéma comme assistant de Mario Camerini en 1928 sur le tournage de Kiff-Tebi. Il écrit l'année suivante pour celui-ci le scénario du film Rails (Rotaie).
Son premier film en tant que réalisateur est Freccia d'oro (it), daté de 1935 et réalisé en collaboration avec Piero Ballerini. Après ce film, il réalise onze autres films jusqu'à sa mort en 1941, ne réussissant pas à terminer Il leone di Damasco qui sera achevé par Enrico Guazzoni.
Il est spécialiste de films de cape et d'épée ou inspirés des romans de Emilio Salgari. C'est ainsi qu'il utilise plusieurs spécialistes du genre comme les acteurs Rossano Brazzi, Carlo Ninchi, Adriano Rimoldi, Amedeo Nazzari et comme les actrices Luisa Ferida, Laura Nucci, Doris Duranti et Germana Paolieri (it).

## Filmographie

### Réalisateur
- 1929 : Stramilano - court-métrage
- 1933 : Ritmi di stazione, impressioni di vita n. 1 - court-métrage
- 1934 : La gazza ladra - court-métrage
- 1935 : Freccia d'oro (it) - coréalisé avec Piero Ballerini
- 1936 : Il cammino degli eroi
- 1937 : I fratelli Castiglioni
- 1938 : Tutta la vita in una notte (it)
- 1938 : L'argine (it)
- 1938 : Stella del mare (it)
- 1939 : Les Diamants du maharadjah (Diamanti)
- 1939 : Processo e morte di Socrate (it)
- 1940 : Miseria e nobiltà
- 1941 : La compagnia della teppa (it)
- 1942 : Capitaine Tempête (it) (Capitan Tempesta)
- 1942 : Le Lion de Damas (Il leone di Damasco) - posthume, terminé par Enrico Guazzoni

### Scénariste
- 1929 : Rails, de Mario Camerini
- 1935 : Aldebaran (film), de Alessandro Blasetti
- 1937 : I fratelli Castiglioni, de Corrado D'Errico
- 1938 : Tutta la vita in una notte (it), de Corrado D'Errico
- 1938 : Stella del mare (it), de Corrado D'Errico
- 1939 : La voce senza volto (it), de Gennaro Righelli
- 1939 : Processo e morte di Socrate (it), de Corrado D'Errico
- 1940 : Miseria e nobiltà, de Corrado D'Errico